# 広島県道441号七塚三良坂線
広島県道441号七塚三良坂線（ひろしまけんどう441ごう ななつかみらさかせん）は、広島県庄原市から三次市に至る一般県道である。

## 概要
庄原市七塚町から三次市三良坂町仁賀に至る。

### 路線データ
- 起点：庄原市七塚町（七塚交差点、国道183号交点）
- 終点：三次市三良坂町仁賀（仁賀小学校入口交差点、広島県道61号三次庄原線交点）
- 総延長：7.03 km

## 地理

### 通過する自治体
- 広島県
  - 庄原市 - 三次市

### 交差する道路
| 交差する道路            | 市町村名 | 交差する場所 | 交差する場所                |
| ----------------------- | -------- | ------------ | --------------------------- |
| 国道183号               | 庄原市   | 七塚町       | 七塚交差点 / 起点           |
| 広島県道442号実留山内線 | 庄原市   | 七塚町       |                             |
| 芸北広域農道            | 三次市   | 三良坂町仁賀 |                             |
| 広島県道61号三次庄原線  | 三次市   | 三良坂町仁賀 | 仁賀小学校入口交差点 / 終点 |

### 交差する鉄道
- 芸備線

### 沿線
- JR西日本芸備線 七塚駅（起点付近）
- 国営備北丘陵公園
- 県立広島大学庄原キャンパス（旧：広島県立大学）
- 七塚原牧場（広島県立畜産技術センター）